# دولانی (ناحیه کلاتووی)
دولانی (به چکی: Dolany) یک منطقهٔ مسکونی در جمهوری چک است که در ناحیه کلاتووی واقع شده‌است. دولانی ۲۵٫۲۹ کیلومتر مربع مساحت و ۸۵۸ نفر جمعیت دارد و ۳۸۷ متر بالاتر از سطح دریا واقع شده‌است.

## نگارخانه

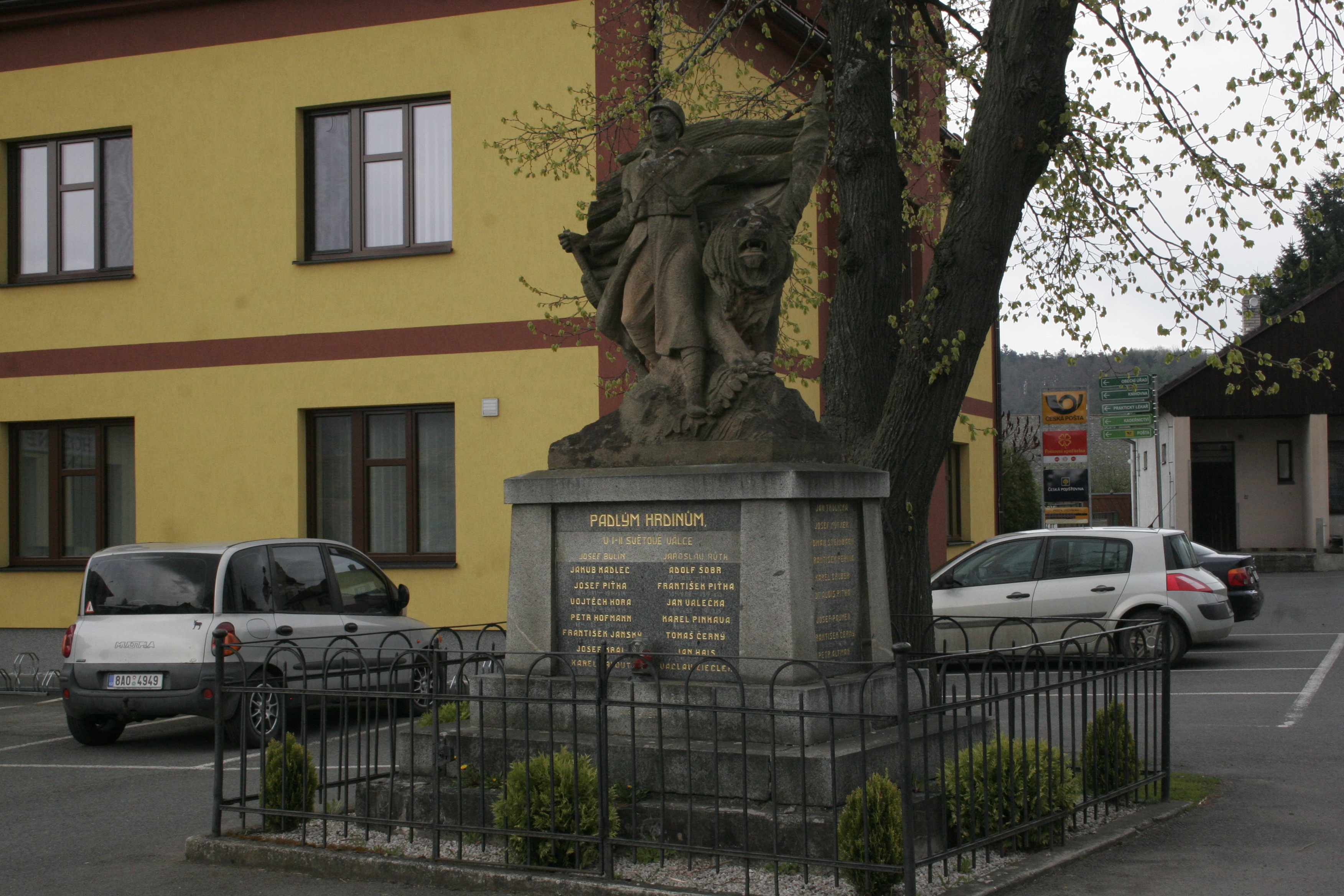
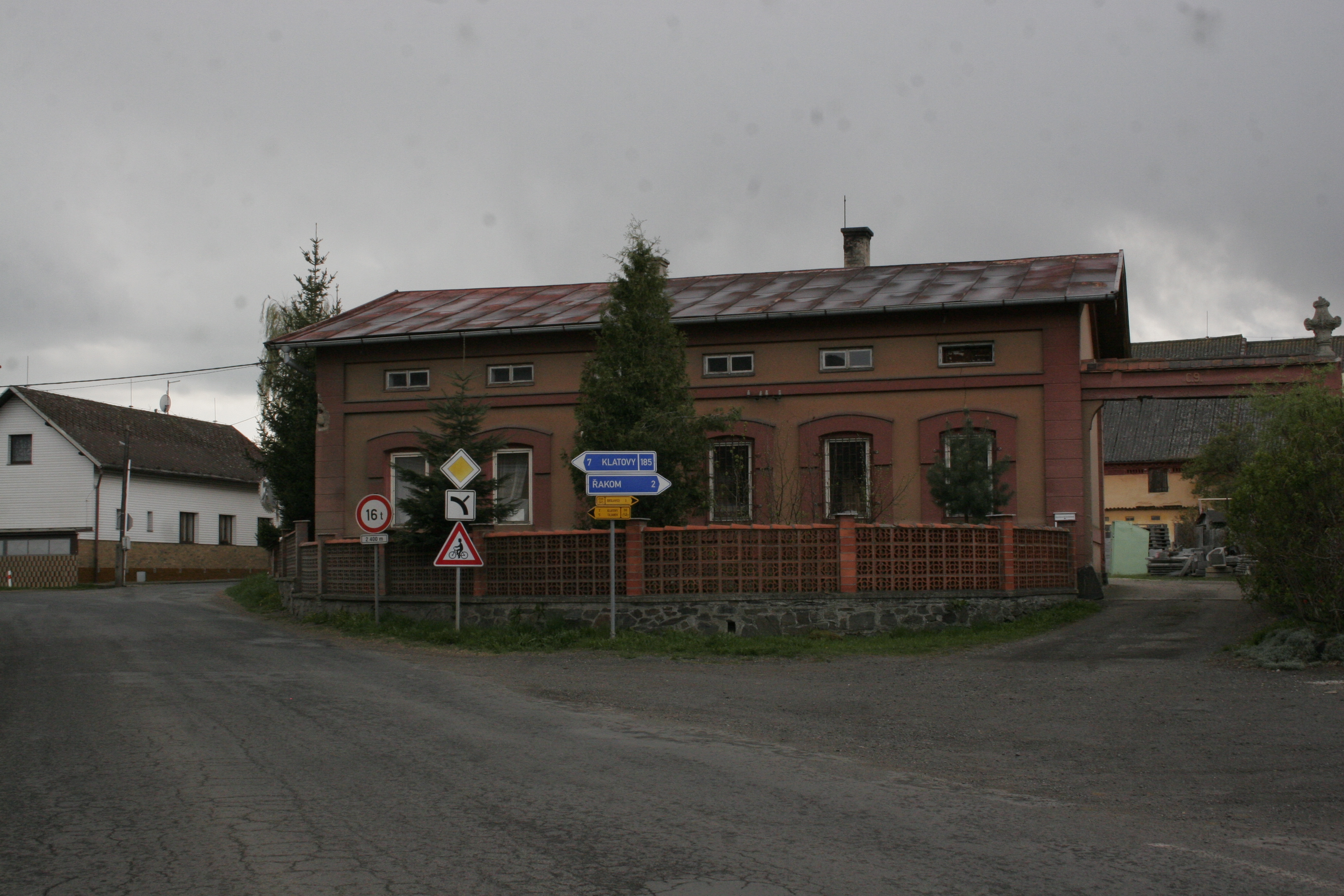
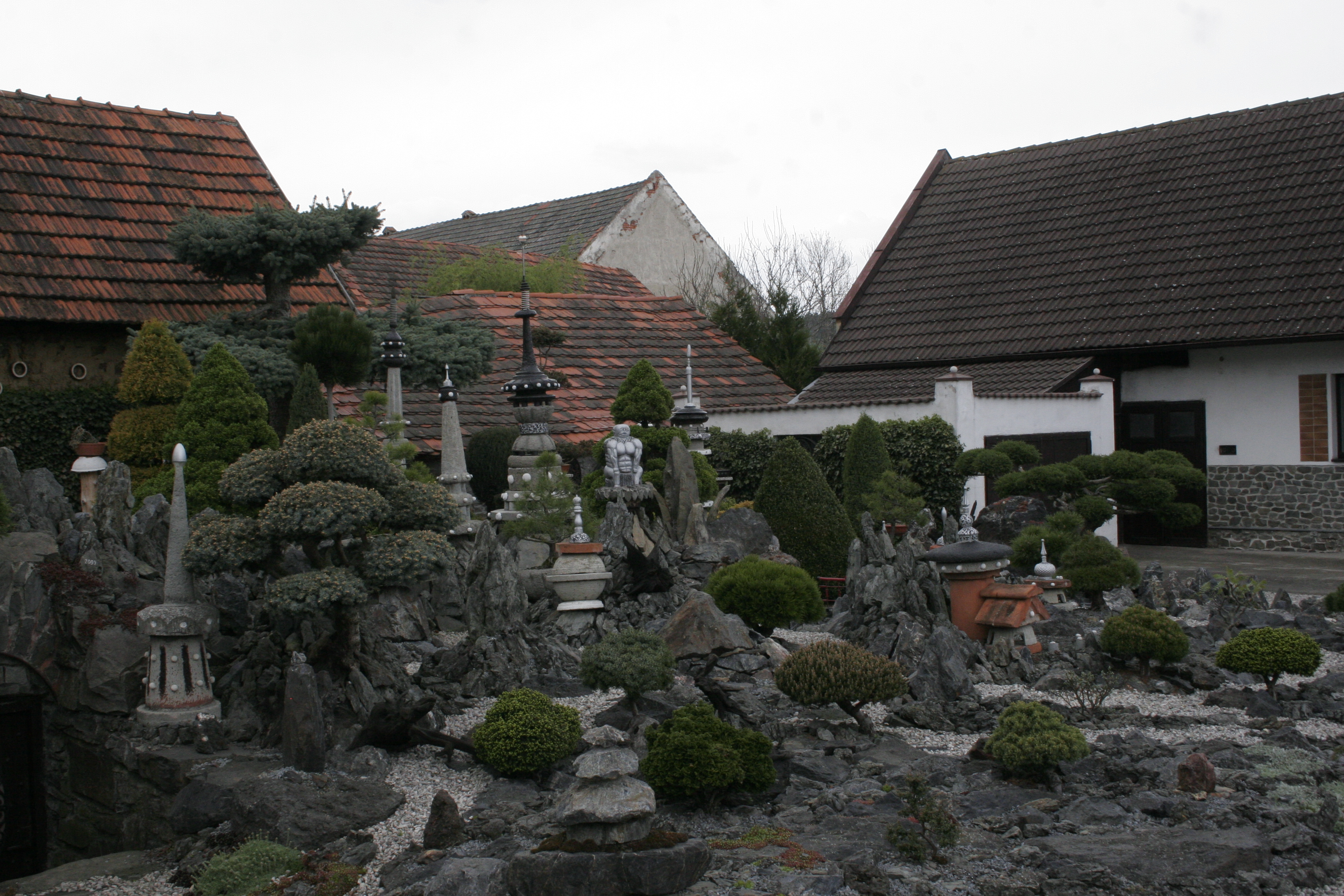